# FIFA Street 3
FIFA Street 3 è un videogioco di calcio prodotto da EA Sports per PlayStation 3, Xbox 360 e Nintendo DS ed è il seguito di FIFA Street 2. Sulla copertina del gioco sono rappresentati il calciatore brasiliano Ronaldinho, il calciatore inglese Peter Crouch ed il calciatore italiano Gennaro Gattuso. I server che permettevano il gioco online sono stati chiusi l'8 febbraio 2011.

## Modalità di gioco
Il gioco consiste nel battersi con l'avversario in partite di calcio giocate in campi non regolamentari, come palestre o vie cittadine.
Non ci sono regole, ovvero non sono segnati falli e fuorigioco: lo scopo non è solo segnare, ma anche realizzare ingegnose ed efficaci mosse in modo da acquisire numerosi punti. Si gioca 5 vs 5; da 1 a 4 giocatori insieme. Ci sono varie modalità di gioco, che variano anche a seconda della piattaforma utilizzata.

## Luoghi
- Sottopassaggio (San Paolo)
- Cantiere navale sull'estuario del fiume Mersey (Liverpool)
- Terrazza affacciata sulla costa (Napoli)
- Piattaforma petrolifera (Golfo del Messico)
- Terrazzo (Bacău)
- Balconata vicino al Ponte Carlo (Praga)
- Parcheggio sulla spiaggia di Little Havana (Miami)

## Squadre
1. Australia
2. Brasile
3. Camerun
4. Cina
5. Francia
6. Germania
7. Grecia
8. Inghilterra
9. Italia
10. Messico
11. Nuova Zelanda
12. Portogallo
13. Repubblica Ceca
14. Scozia
15. Spagna
16. Svezia
17. Turchia
18. USA

## Demo
Una demo di FIFA Street 3 è stata pubblicata il 17 gennaio 2008 sul PlayStation Store della PlayStation 3 e sull'Xbox Live Marketplace per Xbox 360.

## Accoglienza
| Testata         | Versione | Giudizio |
| --------------- | -------- | -------- |
| Play Generation | PS3      | 89/100   |

La rivista Play Generation lo classificò come il secondo miglior gioco di sport del 2008. La stessa testata diede alla versione per PlayStation 3 un punteggio di 89/100, trovando i volti più noti del calcio mondiale protagonisti di uno spettacolare titolo arcade in versione "cartoon".